# Storia del lavoro a maglia

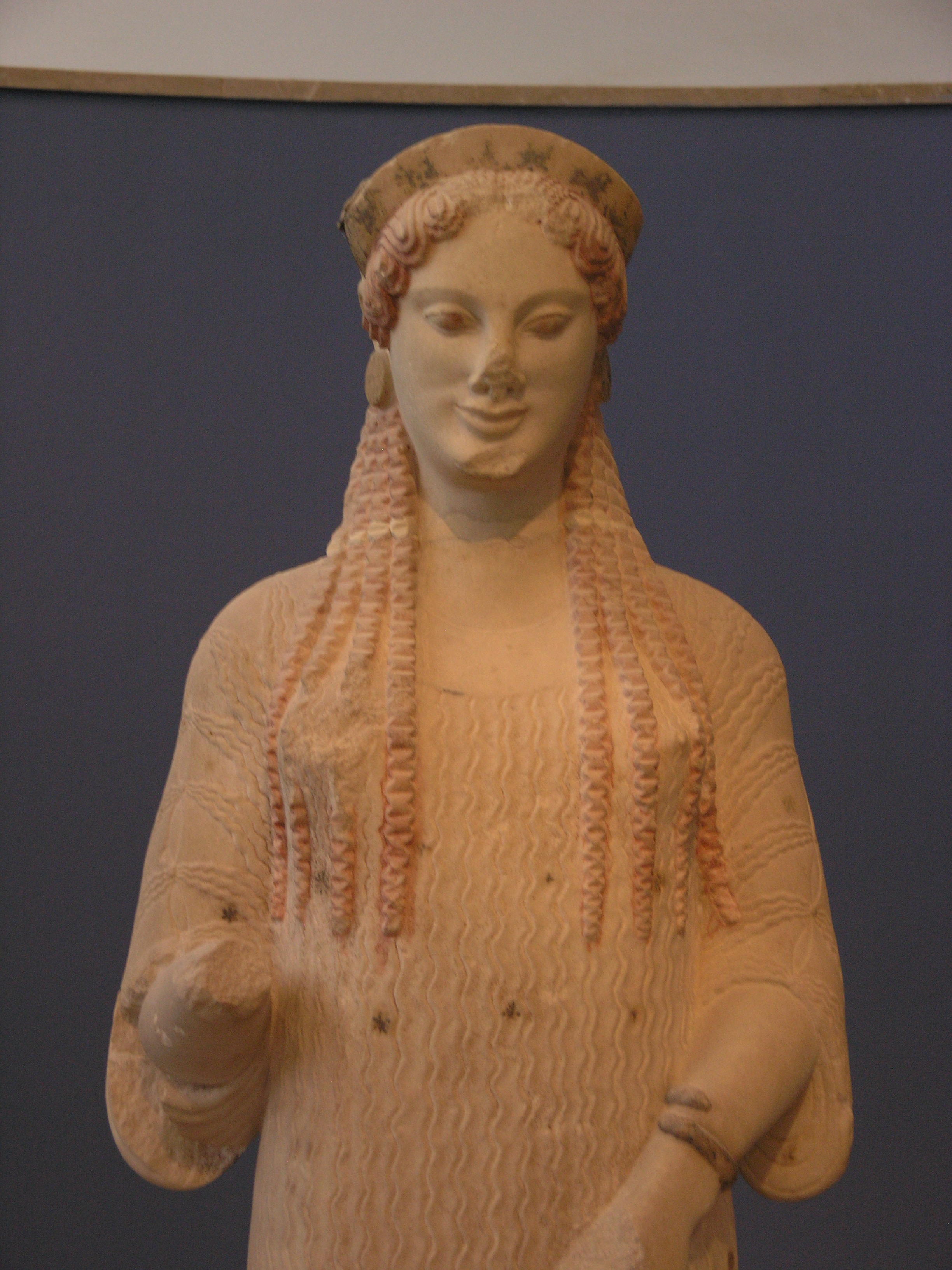
Kore n. 670, Museo dell'Acropoli, Atene

L'inizio del lavoro a maglia non ha una datazione certa per la difficoltà di distinguere se le notizie pervenute riguardassero il lavoro eseguito ai ferri oppure quello a telaio.
Certo è che questo argomento, recentemente rivalutato da studi approfonditi, ci offre notizie sicure e documentate solo quando ci si ferma al II  o III secolo dopo Cristo perché prima la storia si confonde troppo spesso con la leggenda.

Sono state però trovate sculture che risalgono al IV secolo a.C. che hanno fatto ipotizzare che il lavoro a maglia fosse ormai entrato nella vita quotidiana, come dimostra una statua greca, che si trova ad Atene, nel Museo del Partenone, Kore n. 670, che sembra indossare un maglione come quello dei nostri tempi.

Pur non avendo documenti specifici al riguardo, ad una osservazione attenta, si può notare che l'artista ha riprodotto con lo scalpello la lavorazione del punto a coste - 3 maglie diritte alternate a tre rovesci oppure un'alternanza di 7 diritti e tre rovesci - nelle vesti senza cuciture che venivano indossate durante le cerimonie sacre.

Da tener presente che il numero tre e il numero sette erano considerati numeri dal potere magico.

## I primi reperti
Solo nell'epoca cristiana è possibile esaminare il primo reperto di lavoro a maglia, analizzandone la struttura e i colori.

È probabile che manufatti più antichi non abbiano resistito all'usura del tempo o, più semplicemente, siano stati riciclati più volte, visto che uno dei pregi maggiori del lavoro a maglia è proprio quello di poter essere disfatto impiegandone il filato per altri utilizzi.

Il reperto venne alla luce in Siria tra le rovine di Dura-Europos e presenta una tecnica molto simile a quella usata quando si lavora con il ferro circolare oppure con i due ferri tenuti liberamente (e non uno sotto l'ascella destra) tra le mani. Tuttavia, Richard Rutt, in "A History of Handknitting" propende per la teoria che il frammento di Dura non sia stato lavorato a maglia ma con la più arcaica tecnica del naalbinding.

Si può ipotizzare che le maglie siano state create da un solo ferro, uncinato sulla punta, come l'uncinetto tunisino, strumento tipico di lavorazione manuale, più semplice e più antico del lavoro a telaio, che era molto diffuso nell'area mediterranea. L'aver trovato molti reperti soprattutto nell'area medio-orientale fa propendere gli studiosi per una origine indoeuropea del lavoro a maglia, ciò è suggerito anche dal termine sanscrito "nahyat" (lavoro a maglia ma anche rete all'uncinetto) da cui deriva il termine anglosassone "ketten" fino ad arrivare al termine in inglese moderno "knitting".

Sono stati trovati anche reperti in Perù quasi contemporaneamente al primo reperto siriano, ma è senza dubbio la tradizione mediterranea quella che si è diffusa per tutta Europa.

In Egitto, a Bahnasa, sono stati trovati numerosi capi lavorati a maglia che si fanno risalire al IV e al V secolo.

## L'origine dei punti irlandesi
I maglioni irlandesi, o Aran, hanno generato un vasto corpus di leggende.
La città di Bahnasa era in quel periodo abitata dai Cristiani Copti che erano scampati all'invasione degli Arabi e avevano trovato rifugio presso i monasteri delle coste e delle isole irlandesi, come testimoniano i simboli copti e altri disegni tipici del periodo egiziano innestatisi sulla tradizione locale, fondendosi con i motivi celtici della regione.
In queste zone la maglia perse la vivacità dei colori ma acquistò il rilievo nella straordinaria varietà di punti che, eseguiti con la grossa lana non ritorta e non tinta delle isole Aran, riprodussero i più importanti disegni simbolici.
I punti, considerati dalla leggenda tutti simbolici e beneauguranti, venivano creati generalmente su un fondo a rasato rovescio sui quali spuntavano i boccioli dell'albero della vita, il movimento dell'acqua della sorgente della salvezza con motivi di maglie diritte, il diamante dell'abbondanza in forma di losanghe a grana di riso, le linee a zig-zag del matrimonio.
Quando il segreto di questi punti uscì dalle celle dei monaci e furono insegnati ai pescatori, essi divennero altrettanti simboli delle famiglie locali e ogni clan, aveva il suo riferimento in una serie di punti.
Quando due gruppi, attraverso il matrimonio, si imparentavano, la nuova famiglia ereditava i punti dei due clan di provenienza e in questo modo i punti Aran si diffusero nelle famiglie irlandesi. In questa regione ad eseguire i maglioni erano gli stessi pescatori, mentre alle mogli veniva delegato solo il compito di filare la lana.
Il vescovo Richard Rutt, in "A History of Handknitting", racconta tuttavia una storia radicalmente diversa. Per iniziare nota come non esistano testimonianze dell'esistenza di maglioni Aran precedentemente al 1900. Prima di questa data, è assodato (come dimostrano fotografie e altri reperti iconografici) che i pescatori irlandesi indossavano maglioni simili a quelli prodotti nelle isole della Manica (Jersey o Guernsey): sostanzialmente privi di trecce complesse e in filato blu scuro. I maglioni Aran cominciano ad apparire in dipinti, disegni, fotografie e filmati, solo a partire dagli anni venti, mentre la più vecchia traccia materiale (il primo maglione acquistato e tuttora conservato) daterebbe a non prima degli anni trenta.
Rutt nota anche come gli Aran riprendano la forma sostanziale dei maglioni delle isole della Manica, ma ne modifichino la costruzione, che non avviene in un solo pezzo senza cuciture, bensì nella maniera più abituale in quattro pezzi (davanti, dietro e due maniche) cuciti tra loro. Inoltre, i motivi Aran riprendono i motivi a trecce e noccioline tipiche della maglia tirolese, particolarmente delle calze prodotte nella regione.
Mediante una serie di ricerche e interviste, Rutt riesce ad identificare l'origine dei maglioni Aran in una famiglia specifica, di cui intervista i componenti superstiti e gli eredi. Questi emigrarono negli Stati Uniti nei primi anni del XX secolo, dove avrebbero appreso le tecniche tirolesi dai vicini di casa ed amici, riportandole in Irlanda alla fine della loro avventura americana. Lì le nuove tecniche avrebbero trovato una vasta eco, tanto da diventare estremamente popolari, mentre i maglioni Aran perdevano la fattura circolare su ferri a due punte e iniziavano a venire prodotti in pezzi separati, oltre a prodotti in lana più soffice e meno resistente di color bianco.

## La varietà dei punti nel resto dell'Europa
I punti importati dalle coste mediterranee nel diffondersi nel resto dell'Europa persero la staticità dei simboli e dei colori e si moltiplicarono, dando vita ad incredibili risultati. Essi riprendevano la realtà e gli elementi dei luoghi vissuti (fiori, stelle, alberi) nei punti a rilievo e nei punti traforati.

A diffondere questi punti per tutta l'Europa furono i mercanti che percorrevano le rotte carovaniere.

## Il filato
Il filato utilizzato era quello di lana o, per i reperti egiziani, il cotone. Quando, in epoca più avanzata, venne importata la seta dall'Oriente, questa divenne il tipo di filato preferito dai papi e dai re. Vennero realizzati capi molto preziosi arricchiti spesso da fili d'oro che si univano al filato di seta.
Fin dall'epoca romana e anche per tutto il Medioevo fino al primo Rinascimento vennero realizzate delle armature in maglia metallica; tuttavia queste armature avevano solo una superficiale somiglianza con la maglia: il metallo non veniva certo lavorato ai ferri, ma piuttosto veniva trafilato e lavorato in anelli singoli, intrecciati tra loro prima di essere chiusi. Inoltre, solo alcune armature (le più pregiate) erano prodotte con questa tecnica, dato che erano usate anche armature composte di cuoio bolito e borchiato o coperto di scaglie di metallo cucite, ovvero armature di piastra metallica.

## Curiosità
Quando Papa Innocenzo IV venne sepolto nel 1254, indossava dei guanti a disegni multicolori lavorati in seta e in filo d'oro, importati dalla Spagna (che ebbe una delle più importanti scuole per il lavoro a maglia, che raggiunse il cui massimo splendore nel XVI secolo ed era famosa soprattutto per la lavorazione dei guanti in seta e fili d'oro).
Quando Enrico II di Francia nel 1533 sposò Caterina de' Medici, indossava calze di seta fatte a mano. Enrico VIII d'Inghilterra sembra preferisse le calze di seta italiane, lavorate con quattro ferri senza cuciture.

## Testimonianze di lavori a maglia attraverso i dipinti

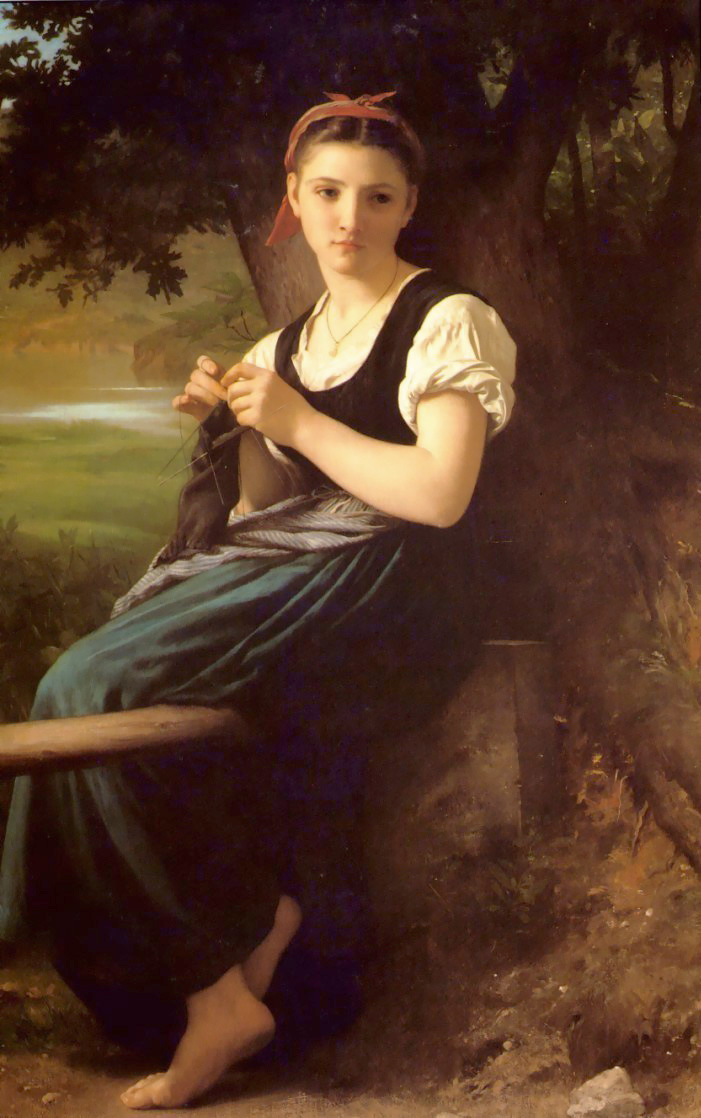
Ragazza che lavora a maglia, William-Adolphe Bouguereau

Certamente un capo che veniva indossato da un membro della casa reale veniva imitato ed infatti possiamo ammirare nei quadri di Hans Holbein il Giovane e di altri pittori della sua scuola, che ritraggono nel corso degli anni la famiglia dei Tudor, un medesimo e molto semplice motivo di berretto, lavorato a maglia rasata con diminuzioni regolari che rimasero di moda per un secolo.
Il quadro che più fedelmente è testimone dell'apprezzamento del lavoro ai ferri da parte dei pittori è la pala dell'altare di Buxehude in Germania, nota come "La visita degli Angeli", dipinta da Mastro Bertram nel 1400, nel quale viene rappresentato un momento di vita familiare all'interno della casa di Nazaret.
Nel dipinto si può osservare la Madonna intenta a sferruzzare una piccola tunica "inconsutile", cioè senza cuciture, per Gesù Bambino rifinendo la scollatura col sistema circolare a quattro ferri, sistema ancora sconosciuto in quei tempi in Germania, ma osservato dall'artista durante un viaggio in Italia.

## La tecnica del lavoro in tondo
La tecnica del lavoro in tondo, oltre che in Italia, era conosciuta anche nelle lande della Francia del Sud dove i pastori lavoravano usando cinque ferri e nelle isole britanniche Guernsey dove i maglioni sono lavorati in un solo pezzo, senza cuciture e nel nord, nell'area delle Shetland, dove i maglioni con tecnica Fair Isle, dall'Isola di Fair, vengono lavorati (con una tecnica simile a quella usata nei paesi nordici) a jacquard multicolore, con un motivo tradizionale a "X" e "O", circolarmente fino alle spalle, e in seguito tagliati per fare posto agli scalfi delle maniche e al collo (steeking).

### I punti delle isole britanniche Guernsey
Molto simili ai punti dei maglioni delle isole Aran, sono quelli dei maglioni Guernsey con la differenza che sono eseguiti, invece che con lana grossa, con lana sottile di colore scuro e basati sulla diversa combinazione dei diritti e dei rovesci dove l'effetto del rilievo è appena accennato.
Secondo una legenda, man mano che si procede nel lavoro i punti sono disposti dal basso verso l'alto in modo da ricostruire, in forma simbolica, le tappe della vita dell'uomo, dall'albero della vita alla corona della gloria. Un'altra leggenda riguarda il fatto che i punti abbiano un valore simile a quello del tartan scozzese, che identitificava le varie famiglie. In realtà la scelta dei punti da usare era dettata puramente dalla tradizione, che aveva caratteristiche regionali ma non famigliari, e dal gusto, del tutto privo di implicazioni simboliche.
Lo stile detto Guernsey è legato ad un momento non lieto della storia della monarchia inglese e precisamente alla decapitazione di re Carlo I.

La tunica che Carlo I indossava al momento dell'esecuzione capitale avvenuta nel 1649 era lavorata in maglia di seta color blu reale ed era stata commissionata in Italia secondo lo stile e i punti Guernsey.

### I punti delle isole Shetland
I motivi dei maglioni delle isole Shetland, lavorati nei colori naturali delle terre, dal panna al marrone scuro, sono maggiormente stilizzati e accostati ai motivi significativi delle terre scandinave come la stella di ghiaccio e la felce e possono essere realizzati in due versioni: una colorata e più vicina ai motivi delle altre isole e un'altra traforata più caratteristica di queste isole.

## La culla del lavoro a maglia: la Gran Bretagna
Anche se il lavoro a maglia non ebbe origine in Gran Bretagna, qui esso fu sempre tenuto in grande considerazione ed ebbe un fortissimo sviluppo. Quando il reverendo William Lee, inglese, inventò la prima macchina per maglieria, la regina Elisabetta I impedì che sotto il suo regno venisse utilizzata e l'inventore dovette emigrare in Francia.

### La corporazione dei magliai
La regina aveva infatti a cuore la sorte degli artigiani magliai che in quel periodo si erano organizzati in corporazioni con un preciso statuto.
Per diventare magliaio bisognava seguire un corso di apprendistato della durata di tre anni e nei tre anni che seguivano bisognava produrre delle prove che attestassero l'abilità personale. Era infatti obbligatorio saper eseguire un grande tappeto a più disegni e colori, un paio di calze, un berretto, una tunica o un maglione dimostrando di aver appreso bene tutte le tecniche.
Le corporazioni erano riservate solamente agli uomini ma anche le donne lavoravano a maglia alternandolo con il lavoro domestico e quello nei campi. In un museo del Galles sono conservati degli attrezzi a forma di coltelli incurvati che venivano infilati nella cintura e servivano a reggere il ferro destro che veniva inserito in un tassello all'estremità superiore.
Ma il progresso incalzava e il fratello del reverendo Lee ripropose con maggior successo l'uso della macchina per maglieria e già alla fine del 1600 si possono annoverare numerose macchine per maglieria nella zona di Nottingham che si estenderanno presto per tutta l'Inghilterra.
Alcuni francesi, inviati appositamente a Nottingham per carpire il segreto della nuova macchina riuscirono a ricostruire perfettamente il modello.

### Joseph-Marie Jacquard
Verso la fine del 1700, Joseph-Marie Jacquard realizzò un apparecchio da applicare sui telai da tessitura che dava la possibilità di ottenere disegni molto complessi.
Il telaio Jacquard divenne famoso, andando a rivoluzionare la produzione nell'industria tessile, il nome Jacquard è impropriamente passato ad indicare tessuti di maglieria con disegni complessi e colorati, ma anche i punti a più colori lavorati a mano.

## I secoli del bianco assoluto
Nel 1700 e nel 1800 si continuò a lavorare ai ferri ma i colori vennero abbandonati. Divenne di moda il colore bianco e soprattutto i filati di cotone e di lino che ben si prestavano per realizzare corredi per neonato, sciarpe leggere e traforate, bordure e magliette.
In Francia nasce la cuffietta di cotone bianco che diventa parte fondamentale del costume contadino e si realizzano berretti di ogni varietà. Vengono utilizzati i punti traforati e leggeri simili a veri e propri merletti. Si lavora ai ferri non tanto per professione ma per il piacere di realizzare con le proprie mani qualcosa di bello. Quest'epoca quindi viene ricordata perché è solo ora che il lavoro ai ferri diventa anche un "hobby".

## Le perline colorate
Nel Settecento a Vienna nasce la moda di infilare delle perline colorate nel cotone bianco lavorandole sempre sul diritto del lavoro in modo da formare dei disegni simili a piccoli arazzi.
Ciò comportava una certa difficoltà e precisione nell'inserimento delle perline che dovevano essere infilate ad una ad una prima di iniziare il lavoro perché i colori dovevano tener conto della disposizione finale del disegno.

## Le prime riviste di maglia
In Inghilterra nascono nell'Ottocento le prime riviste di maglia che saranno presto imitate in tutta Europa. Anche in Italia compaiono le prime rubriche di maglia sul "Corriere delle dame" e in altri giornali soprattutto rivolti al pubblico femminile.

## La prima collezione
A Parigi negli anni venti viene presentata dalla famosa sarta Elsa Schiaparelli una collezione di modelli trompe-l'œil tutti realizzati ai ferri che ebbe un grande successo.

## Alla fine della seconda guerra mondiale
Alla fine della seconda guerra mondiale il lavoro a maglia si diffonde per il mondo conoscendo veri momenti di gloria e soprattutto nell'ambiente sportivo va di moda lo stile inglese dei maglioni Fair Isle che verranno indossati dalla stessa regina e dai suoi familiari.
Le fotografie della famiglia reale in maglione verranno pubblicate su tutti i giornali creando presto una diffusa imitazione.

## Il Novecento e il "boom" della maglia
L'industria della maglieria è ormai pienamente avviata e diffusa e nascono nuove tecniche, come l'avvio tubolare, molto usato in Italia.
Negli anni sessanta si assiste ad un vero "boom" della maglieria a mano e le riviste, sempre più numerose, riportano le spiegazioni dei punti e dei modelli. Alla fine del decennio e per i successivi anni settanta il lavoro a maglia conosce un ritorno alle origini.
In quegli anni era aperto il dibattito sulla cultura popolare e lo stile folk entrava prepotentemente nell'abbigliamento. Con l'ingresso prepotente dei fatti riguardanti il Sud America sulla scena politica, iniziarono a nascere modelli che imitavano il poncho e sui gilet apparvero i motivi peruviani dei lama e degli omini stilizzati.
Con l'inizio della moda del "fai da te", le principianti scelgono filati grossi e punti facili per eseguire modelli diritti, evitando aumenti e diminuzioni e preferendo modelli ampi e comodi. Nel 1990 la maglia subisce la riscoperta di punti complessi e spesso reinventati per creare qualcosa di particolarmente ricercato e bello.
Oggi la maglia è più che mai di moda e le tecniche usate, impensate solo pochi anni fa, sono tantissime e le incredibili combinazioni tra il vecchio e il nuovo rendono la ricerca inesauribile.